# Vallecillo, Honduras
Vallecillo är en ort i Honduras.   Den ligger i departementet Departamento de Francisco Morazán, i den centrala delen av landet, 50 km norr om huvudstaden Tegucigalpa. Vallecillo ligger 1 009 meter över havet och antalet invånare är 1 986.
Terrängen runt Vallecillo är lite bergig. Runt Vallecillo är det ganska glesbefolkat, med 22 invånare per kvadratkilometer. Närmaste större samhälle är El Suyatal, 19,7 km öster om Vallecillo.  